# Kosmos 2333
Kosmos 2333, ruski ELINT (radioelektronsko izviđanje) satelit iz programa Kosmos. Vrste je Celina-2.
Lansiran je 4. rujna 1996. godine u 09:01 s kozmodroma Bajkonura (Tjuratama) u Kazahstanu. Lansiran je u nisku orbitu oko planeta Zemlje raketom nosačem Zenit-2 11K77. Orbita mu je 848 km u perigeju i 852 km u apogeju. Orbitna inklinacija mu je 71,01°. Spacetrackov kataloški broj je 24297. COSPARova oznaka je 1996-051-A. Zemlju obilazi u 101,92 minuta. Pri lansiranju bio je mase kg. 
Iz ove je misije još nekoliko dijelova prateće opreme ostalo kružiti u niskoj orbiti poput poklopca motora, raspadnuti dio rakete nosača Zenita i sl. Cosparove su oznake od 1996-051B do 1996-051G, Spacetrackova kataloškog broja od 24298 do 24303. Kružne na perigejima od 816 do 847, a na apogejima od 1127 do 1159 km, Zenitov komad na 921 km a 11S772 na 859 km, na inklinacijama od 71,02°do 71,10°. Obilaze Zemlju u rasponu od 101,92 do 105,10 minuta.
Satelit je napravio ukrajinski KB Južnoje.

## Vanjske poveznice
- N2YO.com Search Satellite Database
- Celes Trak SATCAT Format Documentation (engl.)
- Kunstman  Arhivirana inačica izvorne stranice od 12. kolovoza 2019. (Wayback Machine) Satellites in Orbit (engl.)